# Tortiglioni
Els tortiglioni o elicoidali són un tipus de pasta de forma cilíndrica amb estries a la seva superfície exterior. Solen tenir una longitud d'uns pocs centímetres i un diàmetre lleugerament inferior als rigatoni. Les estries formen espirals concèntriques, al contrari que als rigatoni on corren paral·leles.
Les estries de la pasta fan que els tortiglioni tinguin més superfície per a captar les salses i els condiments en amanides. S'empren en plats amb salses denses com el ragù napoletà, també es preparen amb bolets i com a ingredient del tortiglioni alla parmigiana (amb albergínies i parmesà), entre altres plats.